# Schisma wichurae
Schisma wichurae là một loài rêu tản trong họ Herbertaceae. Loài này được (Stephani) Stephani miêu tả khoa học lần đầu tiên năm 1909.